# كارل فارمر
كارل فارمر (بالإنجليزية: Karl Farmer)‏ هو لاعب كرة قدم أمريكية أمريكي، ولد في 28 أغسطس 1954 في أوكلاهوما سيتي في الولايات المتحدة.

## وصلات خارجية
- كارل فارمر على موقع مرجع كرة القدم المحترفة.كوم (الإنجليزية)
- كارل فارمر على موقع JustSportsStats.com (الإنجليزية)
- كارل فارمر على موقع كلية كرة القدم في سبورتس رفرنس.كوم (الإنجليزية)